# Hipocapnia
La hipocapnia (del griego antiguo ὑπό hipó ‘por debajo (de lo normal)’ y καπνός kapnós ‘humo’), lo contrario de la hipercapnia y en ocasiones llamada incorrectamente acapnia, es una disminución del dióxido de carbono (CO2) disuelto en el plasma sanguíneo, en donde existe particularmente bajo la forma de ácido carbónico. Usualmente, surge como resultado de una respiración rápida o profunda, conocida como hiperventilación.[cita requerida] La mayoría de las fuentes médicas definen la hipocapnia como menos de 35 mmHg para la presión parcial de CO2 en la sangre arterial.

## Efectos
Habitualmente, la hipocapnia es bien tolerada. Sin embargo, puede causar vasoconstricción cerebral, produciendo mareo momentáneo, alteraciones visuales y ansiedad. Cuando sobreviene bruscamente, puede provocar la alcalosis gaseosa; en caso de ser crónica, el mecanismo renal de regulación la compensa por un descenso de la tasa de los bicarbonatos del plasma y no produce alcalosis. Por inhibición del centro respiratorio, produce la disminución del ritmo respiratorio o incluso la detención de la respiración.[cita requerida]